# Долматы
Долматы — деревня в Кунгурском районе Пермского края, входящая в состав Филипповского сельского поселения.

## География
Деревня находится в южной части Кунгурского района недалеко от левого берега Сылвы примерно в 1 километре от восточной границы Кунгура на юго-восток.

## Климат
Климат умеренно-континентальный с продолжительной снежной зимой и коротким, умеренно-тёплым летом. Средняя температура июля составляет +17,8 °C, января −15,6 °C. Среднегодовая температура воздуха составляет +1,3 °С. Средняя продолжительность периода с отрицательными температурами составляет 168 дней и продолжительность безморозного периода 113 дней. Среднее годовое количество осадков составляет 539 мм.

## История
Известна с 1904 года как выселок Далматов.

## Население
Постоянное население составляло 13 человек в 2002 году (100 % русские), 8 человек в 2010 году.